# 鈴与シンワート
鈴与シンワート株式会社（すずよシンワート、英文社名 SUZUYO SHINWART CORPORATION）は、東京都港区に本社を置く企業であり、情報システム開発を行う企業である。
鈴与グループ唯一の株式公開企業である（グループ入りは1993年12月。但し、会計上、鈴与グループの連結子会社ではない）。

## 主力製品・事業
- コンピュータソフトウェアの受託開発・開発支援[1]、ソフトウェア製品の導入支援・アドオン開発、物流ITコンサルティングサービス[2]、人事給与を主体としたアウトソーシング事業[3]ならびにデータセンター&クラウドサービス事業[4]
- 物流／貨物自動車運送業、港湾運送業、倉庫業、他

## 連結子会社
- 鈴与シンワ物流株式会社
- シンワ運輸東京株式会社
- ビジネス・デザイン・コンサルティング株式会社

## 沿革
- 1947年　新和運輸株式会社設立
- 1963年　東京証券取引所市場第二部に株式上場
- 1975年　スリー・エス・シンワに社名を変更
- 1989年　シンワートに社名を変更
- 1993年　鈴与グループ入り
- 1994年　鈴与シンワート株式会社に社名変更
- 1998年　株式会社フロイスの全株式を取得、株式会社システムナレッジを吸収合併、ICT事業に参入
- 1999年　株式会社フロイスを吸収合併
- 2002年　大阪事業所がISO9001を取得
- 2004年　東京本社・広島システムセンターがISO9001を取得
- 2005年　エール情報システムズ株式会社の営業権譲受
- 2007年　プライバシーマークを取得、NTTデータビジネスパートナーに登録
- 2008年　S-Port東京第一センターがオープンし、データセンター事業を開始
- 2010年　クラウドサービス開始
- 2011年　事業部門がISO/IEC27001を取得
- 2011年　物流事業部門を鈴与シンワ物流株式会社として分社化
- 2014年　オフィスを港区芝4丁目に移転
- 2016年　ISO9001及びISO/IEC27001の適用範囲を全社に拡大
- 2017年　ISMSクラウドセキュリティ認証を取得（認証範囲は、2022年7月現在、クラウドサービス事業本部、ソリューションサービス事業本部）を取得